# Vintage print
Vintage print är inom konst-, foto- och samlarvärlden ett fotografi som tagits fram av fotografen själv, eller av hans assistent, inom några få år efter fotograferingstillfället. Vintage prints är ofta signerade, numrerade och försedda med årtal. Vintage prints är eftertraktade på samlarmarknaden och vintage prints av kända fotografer kan inbringa stora summor.